# Johannes Krogh
Johannes Thoft Krogh (født 29. januar 1919 i Tønning Sogn, død 22. oktober 1980 i Rønne) var en dansk præst og missionær for Dansk Santalmission.
Johannes Krogh blev cand.theol. i 1944. I 1945 blev han hjælpepræst i Moltrup og Bjerning Sogne. I 1946 blev han gift med cand.theol. Magda Hartvig.. Samme år indtrådte han i Dansk Santalmissions tjeneste, og i 1947 rejste ægteparret Krogh til Nordindien.
Kroghs første opgave var som forstander (principal) for  Kaerabani Kostskole i den indiske delstat Jharkhand fra 1947.
Fra 1948-53 var Krogh i evangeliserende arbejde som distriktsmissionær blandt Boro-folket i Gaurāng i Assam.
I 1953 vendte Johannes og Magda Krogh tilbage til Jharkhand, til byen Benagaria, hvor Johannes Krog blev rektor for præsteskolen Santal Theological Seminary og Magda Krogh blev teologisk lærer. Frem til 1972 havde de deres tjeneste her med uddannelse af santalere og boroer til præster. Under Johannes Kroghs ledelse blev præsteseminariet udvidet og konsolideret, og i 1963 blev det sammensluttet med Serampore Universitetes teologiske fakultet (under dette).
I 1972 flyttede Kroghs til Calcutta i Vestbengalen. Johannes Krogh blev universitetssekretær (hhv. associated registrar fra 1972-74 og fungerende registrar fra 1974-78) ved Serampore Universitetet (Senate of Serampore College), som var den øverste administrative stilling for Indiens 24 præsteseminarier. For sin indsats ved universitetet blev Krogh hædret med en æresdoktorgrad i forbindelse med afslutningen af sin tjeneste i 1978.
I foråret 1978 vendte Kroghs tilbage til Danmark.. Johannes Krogh fik embede som sognepræst ved Allinge Kirke i 1979, og han døde i 1980. Han er begravet i Østerlars.